# Tân Hội Trung
Tân Hội Trung là một xã thuộc huyện Cao Lãnh, tỉnh Đồng Tháp, Việt Nam.

## Địa lý
Xã Tân Hội Trung nằm ở phía đông bắc huyện Cao Lãnh, có vị trí địa lý:
- Phía đông giáp xã Mỹ Long
- Phía tây giáp xã Mỹ Thọ
- Phía nam giáp các xã Mỹ Hội, Bình Hàng Trung và Bình Hàng Tây
- Phía bắc giáp huyện Tháp Mười.

Xã có diện tích 43,09 km², dân số năm 1999 là 8.271 người, mật độ dân số đạt 192 người/km².

## Hành chính
Xã được chia thành 6 ấp.

## Lịch sử
Ngày 27 tháng 6 năm 1989, Hội đồng Bộ trưởng ban hành Quyết định 77-HĐBT về việc thành lập xã Tân Hội Trung trên cơ sở:
- Tách 1.876,95 hécta diện tích tự nhiên với 2. 512 người của xã Bình Hàng Trung
- Tách 490 hécta diện tích tự nhiên với 1.626 người của xã Mỹ Hội
- Tách 375 hécta diện tích tự nhiên với 268 người của xã Bình Hàng Tây.

Xã Tân Hội Trung có 2.741,95 hécta diện tích tự nhiên và 4.406 nhân khẩu.